# Бей-Сент-Луїс (Міссісіпі)
Бей-Сент-Луїс (англ. Bay St. Louis) — місто (англ. city) в США, в окрузі Генкок штату Міссісіпі. Населення — 9284 особи (2020).

## Географія
Бей-Сент-Луїс розташований за координатами 30°19′16″ пн. ш. 89°21′16″ зх. д. / 30.32111° пн. ш. 89.35444° зх. д. (30.321179, -89.354427).  За даними Бюро перепису населення США в 2010 році місто мало площу 68,95 км², з яких 38,05 км² — суходіл та 30,90 км² — водойми.

## Демографія
Згідно з переписом 2010 року, у місті мешкало 9260 осіб у 3886 домогосподарствах у складі 2336 родин. Густота населення становила 134 особи/км².  Було 5241 помешкання (76/км²).
Расовий склад населення:
| - 82,7 % — білих - 12,7 % — чорних або афроамериканців - 1,2 % — азіатів - 0,3 % — корінних американців - 0,1 % — вихідців з тихоокеанських островів |

До двох чи більше рас належало 2,1 %. Частка іспаномовних становила 3,6 % від усіх жителів.
За віковим діапазоном населення розподілялося таким чином: 21,9 % — особи молодші 18 років, 61,8 % — особи у віці 18—64 років, 16,3 % — особи у віці 65 років та старші. Медіана віку мешканця становила 42,5 року. На 100 осіб жіночої статі у місті припадало 95,9 чоловіків;  на 100 жінок у віці від 18 років та старших — 93,2 чоловіків також старших 18 років.
Середній дохід на одне домашнє господарство  становив 49 371 долар США (медіана — 38 130), а середній дохід на одну сім'ю — 56 668 доларів (медіана — 44 191). Медіана доходів становила 36 198 доларів для чоловіків та 30 147 доларів для жінок. За межею бідності перебувало 25,0 % осіб, у тому числі 37,9 % дітей у віці до 18 років та 18,8 % осіб у віці 65 років та старших.
Цивільне працевлаштоване населення становило 4352 особи. Основні галузі зайнятості: мистецтво, розваги та відпочинок — 17,6 %, освіта, охорона здоров'я та соціальна допомога — 15,8 %, роздрібна торгівля — 15,7 %.